# Мітьє Барон
Мітьє Барон (нід. Marie Baron, 5 лютого 1908 — 23 липня 1948) — нідерландська плавчиня.
Призерка Олімпійських Ігор 1928 року, учасниця 1924 року.